# Castillo Zakimi
El castillo Zakimi (en japonés: 座喜味城) es un gusuku (castillo o fortaleza de las islas Ryūkyū) localizado en Yomitan, Prefectura de Okinawa, Japón. Su construcción marcó el fin del periodo Gusuku medio y se ha establecido el 1420 como su año de edificación. Fue construido por Gosamaru para proteger los intereses de Shō Hashi.
Gosamaru tenía una reputación por su lealtad al rey y por la impenetrabilidad de las fortalezas que diseñaba. Sus muros de piedra tienen varios metros de ancho. En el 2000, la Organización de las Naciones Unidas para la Educación, la Ciencia y la Cultura lo declaró Patrimonio de la Humanidad como parte de los sitios Gusuku y bienes culturales asociados del reino de Ryūkyū.